# Marcus Stoinis
Marcus Peter Stoinis, född 16 augusti 1989, är en australisk cricketspelare som spelar limited overs cricket för Australiens herrlandslag i cricket. Han spelar inhemsk cricket för Western Australia och Melbourne Stars. Stoinis har tidigare även spelat för Perth Scorchers och Victoria som en all rounder.

## Biografi
Född och uppväxt i Perth, Australien med grekiskt påbrå har han representerat Western Australia i både U17 och U19 nivå. Stoinis spelade även för Australiens U19-landslag i U19 Cricket-VM 2008. Året därpå spelade han för Australien i Hong Kong Cricket Sixes. 

## Internationell karriär
Stoinis gjorde sin Twenty20 International-debut mot England på den 31 augusti 2015. Han gjorde sin One Day International-debut mot samma lag på den 11 september 2015. På den 30 januari 2017, i sin andra ODI-match mot Nya Zeeland, tog Stoinis tre wickets och slog 146 runs utan att bli utslagen. Detta blev den högsta poängtotalen någonsin för en sjunde-i-battinglistan för Australien i ODI. Trots att Australien förlorade matchen gavs Stoinis titeln av matchens bästa spelare.